# Lista przewodniczących czechosłowackiego parlamentu

## Pierwsza Republika Czechosłowacka,Druga Republika Czechosłowacka(1918–1939)
- tymczasowo

| #                                      | Imię i Nazwisko               | Portret | Kadencja             | Kadencja             | Partia polityczna | Partia polityczna |
| #                                      | Imię i Nazwisko               | Portret | Od                   | Do                   | Partia polityczna | Partia polityczna |
| -------------------------------------- | ----------------------------- | ------- | -------------------- | -------------------- | ----------------- | ----------------- |
| Przewodniczący Komitetu Narodowego     |                               |         |                      |                      |                   |                   |
| 1                                      | Karel Kramář (1860–1937)      |         | 28 października 1918 | 14 listopada 1918    |                   | ČStD              |
| −                                      | Antonín Švehla (1873–1933)    |         | 28 października 1918 | 5 listopada 1918     |                   | CSA               |
| Przewodniczący Zgromadzenia Narodowego |                               |         |                      |                      |                   |                   |
| 2                                      | František Tomášek (1869–1938) |         | 14 listopada 1918    | 15 kwietnia 1920     |                   | ČSDSD             |
| Przewodniczący Izby Deputowanych       |                               |         |                      |                      |                   |                   |
| (2)                                    | František Tomášek (1869–1938) |         | 26 maja 1920         | 16 października 1925 |                   | ČSDSD             |
| 3                                      | Jan Malypetr (1873–1947)      |         | 17 listopada 1925    | 29 października 1932 |                   | RSZML             |
| 4                                      | František Staněk (1867–1936)  |         | 29 października 1932 | 12 kwietnia 1935     |                   | RSZML             |
| 5                                      | Bohumír Bradáč (1881–1935)    |         | 18 czerwca 1935      | 20 października 1935 |                   | RSZML             |
| (3)                                    | Jan Malypetr (1873–1947)      |         | 20 października 1935 | 21 marca 1939        |                   | RSZML             |
| Przewodniczący Senatu                  |                               |         |                      |                      |                   |                   |
| 1                                      | Cyril Horáček (1862–1943)     |         | 26 maja 1920         | 13 lipca 1920        |                   | RSZML             |
| 2                                      | Karel Prášek (1868–1932)      |         | 13 lipca 1920        | 14 lutego 1924       |                   | RSZML             |
| 3                                      | Václav Donát (1869–1954)      |         | 14 lutego 1924       | 18 lutego 1926       |                   | RSZML             |
| 4                                      | Václav Klofáč (1868–1942)     |         | 18 lutego 1926       | 30 listopada 1926    |                   | ČSS               |
| 5                                      | Mořic Hruban (1862–1945)      |         | 30 listopada 1926    | 27 czerwca 1929      |                   | ČSS               |
| 6                                      | František Soukup (1871–1940)  |         | 12 grudnia 1929      | 21 marca 1939        |                   | ČSDSD             |

## Trzecia Republika Czechosłowacka,Republika Czechosłowacka,Czechosłowacka Republika Socjalistyczna,Czechosłowacka Republika Federacyjna,Czeska i Słowacka Republika Federacyjna(1945-1992)
- tymczasowo

| #                                                   | Imię i Nazwisko                 | Portret | Kadencja             | Kadencja             | Partia polityczna | Partia polityczna |
| #                                                   | Imię i Nazwisko                 | Portret | Od                   | Do                   | Partia polityczna | Partia polityczna |
| --------------------------------------------------- | ------------------------------- | ------- | -------------------- | -------------------- | ----------------- | ----------------- |
| Przewodniczący Tymczasowego Zgromadzenia Narodowego |                                 |         |                      |                      |                   |                   |
| 1                                                   | Josef David (1884–1968)         |         | 28 października 1945 | 16 maja 1946         |                   | ČSS               |
| Przewodniczący Zgromadzenia Konstytucyjnego         |                                 |         |                      |                      |                   |                   |
| −                                                   | Antonín Zápotocký (1884–1957)   |         | 18 czerwca 1946      | 18 lipca 1946        |                   | KSČ               |
| (1)                                                 | Josef David (1884–1968)         |         | 18 lipca 1946        | 5 czerwca 1948       |                   | ČSS               |
| Przewodniczący Zgromadzenia Narodowego              |                                 |         |                      |                      |                   |                   |
| 2                                                   | Oldřich John (1907–1961)        |         | 10 czerwca 1948      | 15 września 1953     |                   | KSČ               |
| 3                                                   | Zdeněk Fierlinger (1891–1976)   |         | 15 września 1953     | 28 listopada 1954    |                   | KSČ               |
| 4                                                   | Bohuslav Laštovička (1905–1981) |         | 23 czerwca 1964      | 18 kwietnia 1968     |                   | KSČ               |
| 5                                                   | Josef Smrkovský (1911–1974)     |         | 18 kwietnia 1968     | 31 grudnia 1968      |                   | KSČ               |
| Przewodniczący Zgromadzenia Federalnego             |                                 |         |                      |                      |                   |                   |
| 6                                                   | Peter Colotka (1925–2019)       |         | 30 stycznia 1969     | 28 kwietnia 1969     |                   | KSČ               |
| 7                                                   | Alexander Dubček (1921–1992)    |         | 28 kwietnia 1969     | 15 października 1969 |                   | KSČ               |
| 8                                                   | Dalibor Hanes (1914–2007)       |         | 15 października 1969 | 25 listopada 1971    |                   | KSČ               |
| 9                                                   | Alois Indra (1921–1990)         |         | 9 grudnia 1971       | 29 listopada 1989    |                   | KSČ               |
| 10                                                  | Stanislav Kukrál (1935–2003)    |         | 12 grudnia 1989      | 28 grudnia 1989      |                   | KSČ               |
| 11                                                  | Alexander Dubček (1921–1992)    |         | 28 grudnia 1989      | 25 czerwca 1992      |                   | VPN               |
| 12                                                  | Michal Kováč (1930–2016)        |         | 25 czerwca 1992      | 31 grudnia 1992      |                   | HZDS              |
| Przewodniczący Izby Ludu                            |                                 |         |                      |                      |                   |                   |
| 13                                                  | Josef Smrkovský (1911–1974)     |         | 29 stycznia 1969     | 15 października 1969 |                   | KSČ               |
| 14                                                  | Soňa Pennigerová (ur. 1928)     |         | 15 października 1969 | 25 listopada 1971    |                   | KSČ               |
| 15                                                  | Václav David (1910–1996)        |         | 8 grudnia 1971       | 22 maja 1986         |                   | KSČ               |
| 16                                                  | Vladimír Vedra (1926–1995)      |         | 12 czerwca 1986      | 12 grudnia 1989      |                   | KSČ               |
| 17                                                  | Josef Bartončík (1943–2024)     |         | 12 grudnia 1989      | 5 czerwca 1990       |                   | ČSL               |
| 18                                                  | Rudolf Battěk (1924–2013)       |         | 27 czerwca 1990      | 4 czerwca 1992       |                   | OF                |
| 19                                                  | Václav Benda (1946–1999)        |         | 25 czerwca 1992      | 31 grudnia 1992      |                   | KDS               |
| Przewodniczący Izby Narodów                         |                                 |         |                      |                      |                   |                   |
| 20                                                  | Dalibor Hanes (1914–2007)       |         | 29 stycznia 1969     | 15 października 1969 |                   | KSČ               |
| 21                                                  | Vojtech Mihálik (1928-2001)     |         | 15 października 1969 | 25 listopada 1971    |                   | KSČ               |
| 22                                                  | Dalibor Hanes (1914–2007)       |         | 8 grudnia 1971       | 23 marca 1987        |                   | KSČ               |
| 23                                                  | Ján Janík (1924–1991)           |         | 23 marca 1987        | 12 grudnia 1989      |                   | KSČ               |
| 24                                                  | Anton Blažej (1927-2013)        |         | 12 grudnia 1989      | 28 grudnia 1989      |                   | KSČ               |
| 25                                                  | Jozef Stank (1940–2005)         |         | 28 grudnia 1989      | 5 czerwca 1990       |                   | KSČ               |
| 26                                                  | Milan Šútovec (ur. 1940)        |         | 27 czerwca 1990      | 4 czerwca 1992       |                   | VPN               |
| 27                                                  | Roman Zelenay (1952-1993)       |         | 25 czerwca 1992      | 31 grudnia 1992      |                   | HZDS              |